# Brian Krolicki

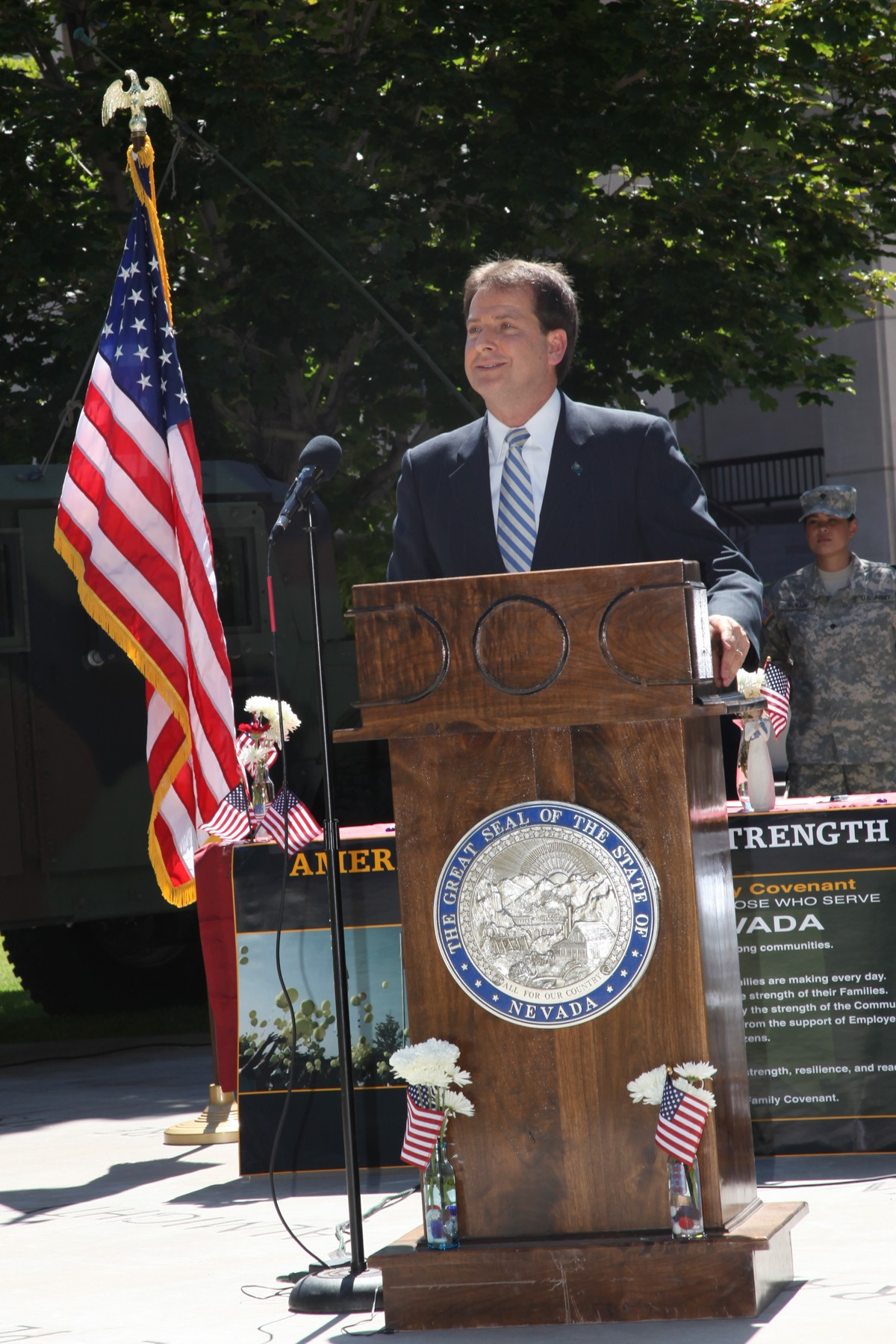
Brian Krolicki

Brian Krolicki, född 31 december 1960 i Warwick, Rhode Island, är en amerikansk republikansk politiker. Han är viceguvernör i delstaten Nevada sedan 20 januari 2007. Han är av polsk härkomst.
Krolicki utexaminerades 1983 från Stanford University. Han arbetade sedan inom banksektorn bland annat på Bankers Trust i New York och på Smith Barney i San Francisco samt i Manama.
Krolicki har gjort sin politiska karriär i Nevada. Han var delstatens finansminister (Nevada State Treasurer) 1999-2007. Han efterträdde 2007 Lorraine Hunt som viceguvernör.